# Mecynopus annulicornis
Mecynopus annulicornis là một loài bọ cánh cứng trong họ Cerambycidae.